# Manfred Gerlach
Manfred Gerlach (Leipzig, 8 mei 1928 - Berlijn, 17 oktober 2011) was een Duits politicus. Gerlach was voorzitter van de Staatsraad van de DDR van 1989 tot 1990. 
Van 1944 tot mei 1945 werd hij door de nazi-autoriteiten gevangengehouden vanwege het oprichten van een jeugdbeweging. In 1945 werd hij lid van de Liberaldemokratische Partei Deutschlands (LDPD), de Oost-Duitse variant van de West-Duitse FDP. In 1946 richtte Gerlach een FDJ-afdeling in Leipzig op. Van 1947 tot 1952 was hij lid van de volksvertegenwoordiging van Saksen. Vanaf 1949 was hij tevens lid van de Volkskammer van de DDR voor de LDPD. Van 1952 tot 1954 was Gerlach plaatsvervangend-burgemeester van Leipzig en tevens vicevoorzitter van de gemeenteraad aldaar. In 1964 promoveerde hij in de rechten.
Van 1967 tot 1990 was Gerlach lid van het Presidium van het Nationaal Front (NF) en vanaf 1984 was hij hoogleraar. In 1988 verkreeg hij de Karl Marx-orde. In december 1989 werd hij na de val van de Berlijnse Muur voorzitter van de Staatsraad van de DDR. Hij vervulde die functie tot maart 1990. Als staatshoofd van de DDR werd hij opgevolgd door Sabine Bergmann-Pohl, de voorzitster van de Volkskammer. 
Na de hereniging werd Gerlach tot 1993 lid van de FDP.
Johannes Dieckmann · Wilhelm Pieck · Walter Ulbricht · Friedrich Ebert jr. · Willi Stoph · Erich Honecker · Egon Krenz · Manfred Gerlach · Sabine Bergmann-Pohl
Waldemar Koch · Wilhelm Külz · Arthur Lieutenant · Karl Hamann · Hermann Kastner · Hans Loch · Max Suhrbier · Manfred Gerlach · Rainier Ortleb
- Bibliothèque nationale de France: cb15600414p (data)
- Gemeinsame Normdatei: 118972324
- International Standard Name Identifier: 0000 0003 6709 5350
- Library of Congress Control Number: n85148877
- MusicBrainz: ac2c395a-3279-4944-b079-df6a04888700
- Réseau des bibliothèques de Suisse occidentale: 02-A012541538
- Système universitaire de documentation: 158542630
- Virtual International Authority File: 40178195
- WorldCat: E39PBJk8X7kcR3BWKBcpH44H4q